# 鳩山由紀夫

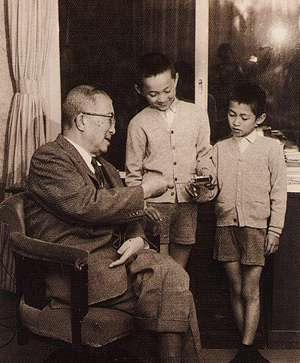
鳩山一郎與孫子由紀夫（中央）・邦夫兄弟於音羽御殿

鳩山由紀夫（日语：／ Hatoyama Yukio ?，1947年2月11日—），日本政治人物，東京都出身，为第93任日本內閣總理大臣。曾担任日本民主黨常任幹事會代表（黨首），並曾8次當選眾議院議員。
鳩山為東京大學工學部畢業，後到斯坦福大學攻讀工業工程學，取得博士學位。2009年9月，率民主党在大选中取胜，成为日本首相，但上任首相僅8個月；2010年6月，因美軍沖繩普天間基地遷移問題在爭議聲中定案後請辭。

## 生平簡介
鳩山由紀夫出身於顯赫世家，生于日本建國紀念日（日本神武天皇建國後2507年）。其曾祖父鳩山和夫是前早稻田大學校長、前眾議院議長；祖父鳩山一郎是戰後著名政治人物及首位自民党首相；外祖父石橋正二郎是著名企業普利司通的創始人；父親鳩山威一郎曾任外務大臣；弟弟鳩山邦夫與鸠山由纪夫政見相左，曾是自民黨的核心成員之一，亦是麻生內閣的總務大臣。
鳩山與妻子鳩山幸育有長子鳩山紀一郎。
1986年，鳩山由紀夫以自民黨身份參加眾議院大選舉，並且順利首次當選。原為自民黨成員，1993年因為政治改革理念跟隨小澤一郎脫黨，先後加入新黨先驅、舊民主黨，並在細川內閣中擔任內閣官房副長官。
1998年菅直人創立了新民主黨，他其後兩次擔任民主黨代表。
2009年8月30日，再任民主党代表的他帶領民主黨在眾議院選舉中取得歷史性的壓倒勝利，終結了自民黨長期的執政地位；2009年9月16日，他出任第93任日本首相，成為第一位民主黨籍首相，同時亦是自1996年以來首位非自民黨首相。
2010年6月2日，他因沖繩美軍普天間基地搬遷問題、与美国處理不當的關係以及內政的失誤而被迫請辭，6月8日其繼任人菅直人正式組成新內閣，鳩山由紀夫合計僅在任265日，合8個月，成為近期日本任期最短的首相之一。
2012年，不再參与众议院選举，结束26年众议员生涯。
2013年9月，獲香港城市大學頒贈榮譽法學博士學位，以表揚其在該領域的貢獻。
另外，他于2013年宣布正式改名「友紀夫」，并以此名义在《文藝春秋》和niconico動画上活動，惟官方网站和Twitter上仍维持「由紀夫」原名。

## 友愛
鳩山由紀夫和他的一族強調的「友愛」思想，友愛，是英語「fraternity」。這個詞在法國大革命時期被用于「自由、平等、友愛」（或「自由、平等、博愛」）当中。在當前，這三個詞是法蘭西共和國的國家格言，友愛也是共濟會的理念。2013年，他宣布改名「鳩山友紀夫」。
歐盟之父理查德·尼古拉斯·冯·康登霍维-凯勒奇伯爵給了鳩山家族友愛思想的影響。鳩山由紀夫的祖父鳩山一郎翻譯了康登霍维-凯勒奇的英文書「The Totalitarian State Against Man（極權主義國家對人間）」。康登霍维-凯勒奇批判了阿道夫·希特勒和斯大林。

## 简历
- 1965年：東京都立小石川高校畢業
- 1969年：東京大學工學部畢業
- 1976年：史丹佛大學工業工程學博士畢業
- 1976年：東京工業大學研究助理
- 1981年：專修大學副教授
- 1984年：專修大學離職
- 1986年：首次當選眾議院議員（舊北海道4區・自民黨提名）
- 1990年：連任眾議院議員（舊北海道4區・自民黨提名）。
- 1993年6月18日：脫離自民黨
- 1994年7月：新黨先驅組成，三度連任眾議院議員（舊北海道4區・新黨先驅提名）；同年8月就任官房副長官。
- 1993年6月21日：就任新黨先驅幹事長
- 1996年：脫離新黨先驅，舊民主黨組成，就任黨代表（與菅直人共同）。四度連任眾議院議員（北海道9區・舊民主黨提名）。
- 1997年：就任舊民主黨幹事長。
- 1998年：民主黨組成，擔任代理幹事長。
- 1999年：就任民主黨代表。
- 2000年：五度連任眾議院議員（北海道9區・民主黨提名）。
- 2003年：六度連任眾議院議員（北海道9區・民主黨提名）。
- 2005年：七度連任眾議院議員（北海道9區・民主黨提名），就任民主黨幹事長。
- 2005年：同志社大學客席教授。
- 2009年5月：就任民主黨代表。
- 2009年8月：八度連任眾議院議員（北海道9區・民主黨提名）
- 2009年9月：就任日本首相。
- 2010年6月2日：宣布決定辭任首相一職[13]。
- 2012年11月21日：宣布不再競選連任，退出政壇。[14]
- 2013年7月24日，日本民主黨宣佈因鳩山多次發表釣魚島主權言論，與黨及政府立場相違背，將開除其黨籍。[15]

## 謊報政治獻金問題
- 2009年6月，驚傳其政治資金管理團體「友愛政經懇話會」的政治資金收支報告書上，記載了來自死人的獻金資料。至少有5名「死人」持續10次，歷經5年捐款了約120萬日圓的獻金[16]。
- 同月，發現多人並未實際捐款給鳩山，但卻記載在「友愛政經懇話會」收支報告書上的個人獻金項目[17]。
- 另外並發現記載名冊中，包含了虛構地址、或是實際上不存在的人物[18]。
- 鳩山在媒體報導問題後，委託五百藏洋一律師調查，2009年6月30日召開記者會公布調査內容[19]。根據該調查報告，來源對象不存在與有問題的捐款至少在2005年以後的4年間，共193人分，總金額達2,177萬日圓[20]。對於這些虛偽記載問題，鳩山指責是負責會計事務的官派秘書的獨斷行為，並解除該秘書職務[21]。目前仍然在持續調查中。
- 在該問題調査過程中，「友愛政經懇話會」的政治資金收支報告書上，符合5萬日圓以下等條件的個人匿名獻金之總額，2003年至2007年的5年間共計達2億3千萬日圓，在國會議員當中名列前位[22]。
- 個人獻金當中，5萬日圓以下、允許捐款者匿名的小額獻金，在2003年至2007年的5年間，年平均額約為4,600萬日圓，遠超過近5任自民黨總裁、民主黨代表（日语：国民民主党代表）的年平均額約140萬日圓。在2003年有1,500人以上的匿名者捐款小額獻金[23]。
- 自民黨專案小組在調查過程中，發現鳩山的選區、北海道9區的道議、市議、町議員等42人，對鳩山擔任代表的「民主黨北海道9區總分部」，於毎年12月25日聖誕節當天捐款數十萬日圓，5年間高達1,650萬日圓。其中尤以平成17年的聖誕節獻金，因當天是週日，一般銀行理應無法進行匯款，但仍然和往年一樣累計了巨額獻金。對此，呈現出了許多疑問點：「從未聽說過地方議員捐款給國會議員。更何況有必要捐給政界有名的富人嗎」、「在聖誕節星期日當天向其中的每個人進行募款嗎？」[24]。關於這一點，9區總分部的會計負責人回應「每個月收受的捐款會在年底一起統計」，然而其他町議會表示「每年會捐贈1次定額給總分部。黨費另外支付」、「在分部寄來的匯款單上記載金額，分成前期、後期匯款」，各方說法不一致，而複數的道議與市議員則表示「鳩山代表要求各市町村議員捐款的部分報導違背事實」，否定前述說法。另外，該分部的政治資金收支報告書上沒有記載會計負責人的現在任職道議會，黑箱作業的部分也浮出檯面[25]。
- 由於上述問題，7月3日遭到東京都內的市民團體「鳩山由紀夫告發會」，以違反政治獻金法嫌疑提告。該團體的代表者、成員均詳細不明。
- 鳩山對於這些問題，在6月30日發言「因為我的政治獻金很少，我想是秘書替我操心而做的」。因為朝野對該發言內容提出異論，7月3日發言「企業與團體獻金因為『鳩山有錢』這個說法的關係，很不容易募集。我想可能是有感到焦慮吧」[26]，翌日7月4日的記者會上表述「原本借貸了約8000萬。可能是再增加負債對秘書來說會很難做吧」「我沒有問過本人這只是推測而已」[27] 等等，再三地修正說法[28]。
- 民主黨幹事長岡田克也對於自民黨抨擊該問題的事情，批評表示「大多數連記者會都不肯開的自民黨的人，講說沒有盡到說明責任在那邊吵鬧而已」，對鳩山的應對評價為「雖然在自民黨內也有許多人被質疑，但是主動承認錯誤並道歉的人只有鳩山而已」。岡田最初表示鳩山有盡到說明責任，但是由於讀賣新聞的民調顯示，「鳩山沒有盡到說明責任」的意見佔了約8成，後來發言「可能是執政黨在攻擊的關係，使得國民也認為『沒有盡到充分說明』。我們也需要更努力傳達訊息」。在相同民調上，「鳩山沒有盡到說明責任」的意見佔了約8成，另外對於鳩山是否應該辭職的意見，「不需要辭職」為57％、超越「應該辭職」的30％[29]。
- 民主黨國民運動委員長小澤銳仁發言「（獻金的來源資金）那一定是鳩山個人的錢。至少不會有逃稅的嫌疑。但是我認為應該有監督責任在」，否定複數道議與市議員「鳩山代表要求各市町村議員捐款的部分報導違背事實」的說法[30]。
- 被認為牽涉獻金問題的鳩山的會計負責人，擔任民主黨秘書會會長的職務[31][32]。
- 鳩山在過去曾發言「資金管理團體、政黨分部的代表為政治家本人。並非事務疏失」[33]。

## 鳩山內閣貧富懸殊
日本政府在2009年10月23日公開首相鳩山由紀夫及17名閣員的財產：鳩山的財產高達14億多日圓。但閣員中有人財產低於1000萬日圓，落差大，因此被說成是貧富懸殊內閣。日本政府公佈首相及閣員財產。鳩山擁有14億4269萬日圓，首相加上17名閣員的財產總計25億2805萬日圓，而光是鳩山一人的財產就佔總數的一半以上。鳩山內閣的平均財產額是1億4045萬日圓，與去年10月公佈當時的麻生內閣成立時的1億4128萬日圓相比較，僅低一點點。資產額超過1億日圓的有四人，包括鳩山、消費大臣福島瑞穗的2億5000萬日圓、財務大臣藤井裕久的2億214萬日圓、金融大臣龜井靜香的1億8745萬日圓。鳩山的資產大幅高於前首相安倍晉三、福田康夫、麻生太郎就任時所公佈的財產。之前公佈財產最多的是麻生的4億5548萬日圓，但鳩山的財產是麻生的3倍。鳩山除了擁有位於東京高級地段的不動產近4億日圓之外，還有存款、有價證券等。另外，他還擁有外公石橋正二郎所創立的普利司通輪胎公司的股票350萬股（依10月23日收盤股價計算，總計約54億8100萬日圓）；他另外有一些股票，但這些都不列入資產額的計算。鳩山內閣當中，有11位閣員財產未滿5000萬日圓。麻生內閣中，財產未滿5000萬日圓的閣員僅有6人，形成明顯對比。尤其，鳩山內閣當中，防衛大臣北澤俊美、厚生勞動大臣長妻昭的財產都低於1000萬日圓，因此鳩山內閣被外界說成是個貧富懸殊的內閣。

## 國際外交

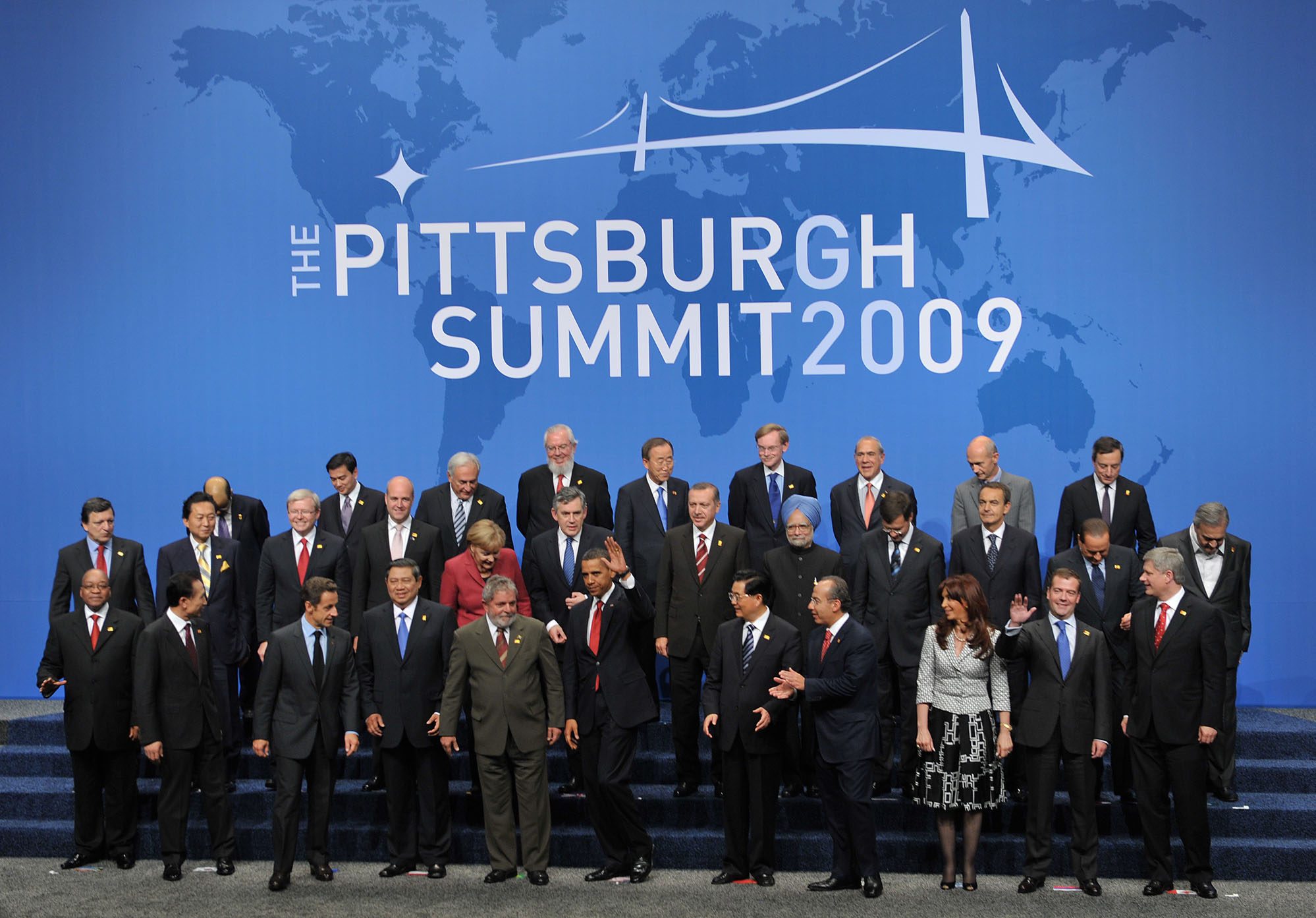
2009年9月24日在美国匹兹堡举办的G20峰会

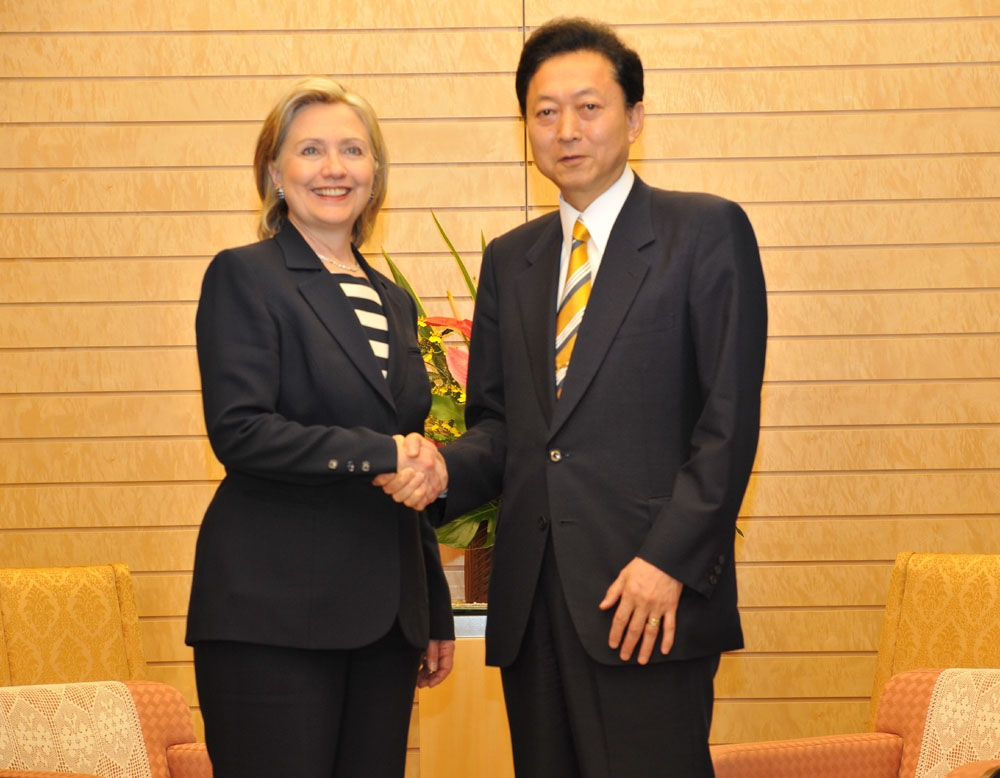
2010年5月21日鸠山在千代田区与美国国务卿希拉里·克林顿会面

鸠山由纪夫提出“友爱外交”，提倡“在承认国家和国家彼此间有不同价值观的同时共存共荣”的外交政策。
鸠山厌恶自民党安倍晋三，福田康夫，麻生太郎内阁之前所推行的“价值观外交”，表示要尊重与日本价值观不同的其他国家体制，创立“以友爱为主体的国家目标”。

### 东亚共同体构想
2009年10月9日，鸠山内阁外相冈田克也提出东亚共同体构想，考虑在日本，中国，韩国，东盟，印度，澳大利亚，新西兰等国家范围内选择且不包括美国。
2009年11月，鸠山以首相身份出席APEC首脑会议并再次提出东亚共同体构想，并倡导这一合作模式。

### 历史认识问题
2008年，鸠山由纪夫时任党首的日本民主党发布其最新政策「政策INDEX2008」。第一项即为战後处理问题，宣布要展开向慰安妇道歉和赔偿的行动。第二项为「靖国神社问题、国立追悼设施建立」，对首相参拜供有甲级战犯的靖国神社的行为进行了批判。
2009年9月4日，鸠山与韩国驻日大使權哲賢展开会谈，表示与之前执政的自民党政府不同，鸠山内阁会直视日韩过去的历史，“日本与韩国是最近的邻邦，要以友爱精神发展日韩关系”。
2009年10月7日，鸠山内阁外相岡田克也在东京外国特派员协会演讲时表示，“编写韩国，日本，中国共通的教科书是解决教科书问题最理想的方式”。

### 中国
鸠山由纪夫被視為日本的「親中派」。一直与中国政府維持友好关系，他当選后即表明不会參拜靖国神社，此后历任民主党政府亦跟隨。
2000年12月12日和2002年6月26日，鸠山由纪夫两度以日本民主党党首的身份访问中国与时任中国国家主席江泽民展开会谈。鸠山在两次会谈中赞赏在中国共产党领导下中国在现代化建设上取得了巨大进步，同时对日本过去发动的侵略战争给中国人民所带来的苦难和牺牲表示了真挚的反省。
2007年11月23日，时任民主党幹事长鸠山由纪夫与到访东京的十四世达赖喇嘛见面，表示支持达赖喇嘛提出的西藏“高度自治”政策。
2009年9月23日，时任日本首相的鸠山由纪夫与中国国家主席胡锦涛展开会谈，对日本过去的殖民支配和侵略行为表示痛彻的反省，在台湾问题上坚持一个中国政策，同时表示认可西藏问题为中国的内政。
2013年1月17日，鸠山由纪夫到访南京大屠杀遇难同胞纪念馆，是继村山富市和海部俊树後第三位到访纪念馆的日本前首相。参观结束後，鸠山为纪念馆题词“有爱和平”并在落款处将姓名中的“由”改为“友”字，代表“中日友好”之意。鸠山由纪夫同时表示，“我为当年日本兵犯下的罪行道歉，真心希望历史悲剧不再重演。等我植下的和平之树开花结果时，我还会再来。”
2013年6月鸠山在接受凤凰网专访时表示，日本政府必須承認釣魚島存在主權爭議，中國說日本竊取釣魚島也有道理，並理解中國擁有釣魚島主張，呼籲中日兩方擱置主權爭議，留給後人解決。鳩山的言論受到日本國內輿論的強烈批評，一些國人更稱他是「賣國賊」，他原屬的民主黨更於2013年7月因此宣佈開除他的黨籍。
2015年中國抗戰70周年閱兵前夕鳩山接受湖南广播电视台專訪，對其觀點有大幅清晰的表述。首先表示中國威脅論是安倍政府恢復軍國主義的託辭，自我想像出了一個敵人，意圖廢除憲法中日本已經永遠放棄交戰權的事實，日本加強軍備預算只會造成中國解放軍更大程度的擴張武力進行競賽，終究有一天「不明的石頭飛過來打到頭」就會造成誤解下擦槍走火的戰爭。另一方面釣魚台事件他認為1972年田中角荣訪華時所有在場外交人員都知道雙方就釣魚台達成了不成文的默契，就是無限期擱置，默契是外交的一種藝術，現在日本主動挑起釣魚台事件光是進入公眾討論，在中國方面就已經視為「違約」違反默契的無誠信行為，後續有任何動作其實日本沒有立場批評。最後他表示「脫亞入歐」的思維已經不合時代潮流必須放棄，繼續秉持這一思想會讓日本逐漸進退失據，在亞投行事件判斷失誤與韓國關係惡劣，都是脫亞入歐思想的作祟結果造成了重大經濟利益損失，且是毫無意義的折損，根源是日本多數官員和某些民眾至今不願面對一個事實，就是如果採取一種對抗思想與中國爭奪一個亞洲領袖地位，最終日本一定會失敗因為中國的巨大體量和地理位置有巨大無法跨越的優勢，其獨特的政經體制效率也讓許多世界專家在上世紀末的判斷失準，這種對抗遊戲玩到最終看不出日本能獲得什麼利益，而損失卻是沒有上限。

### 韓国
鳩山在任期間，与韓国李明博政府維持良好关系。

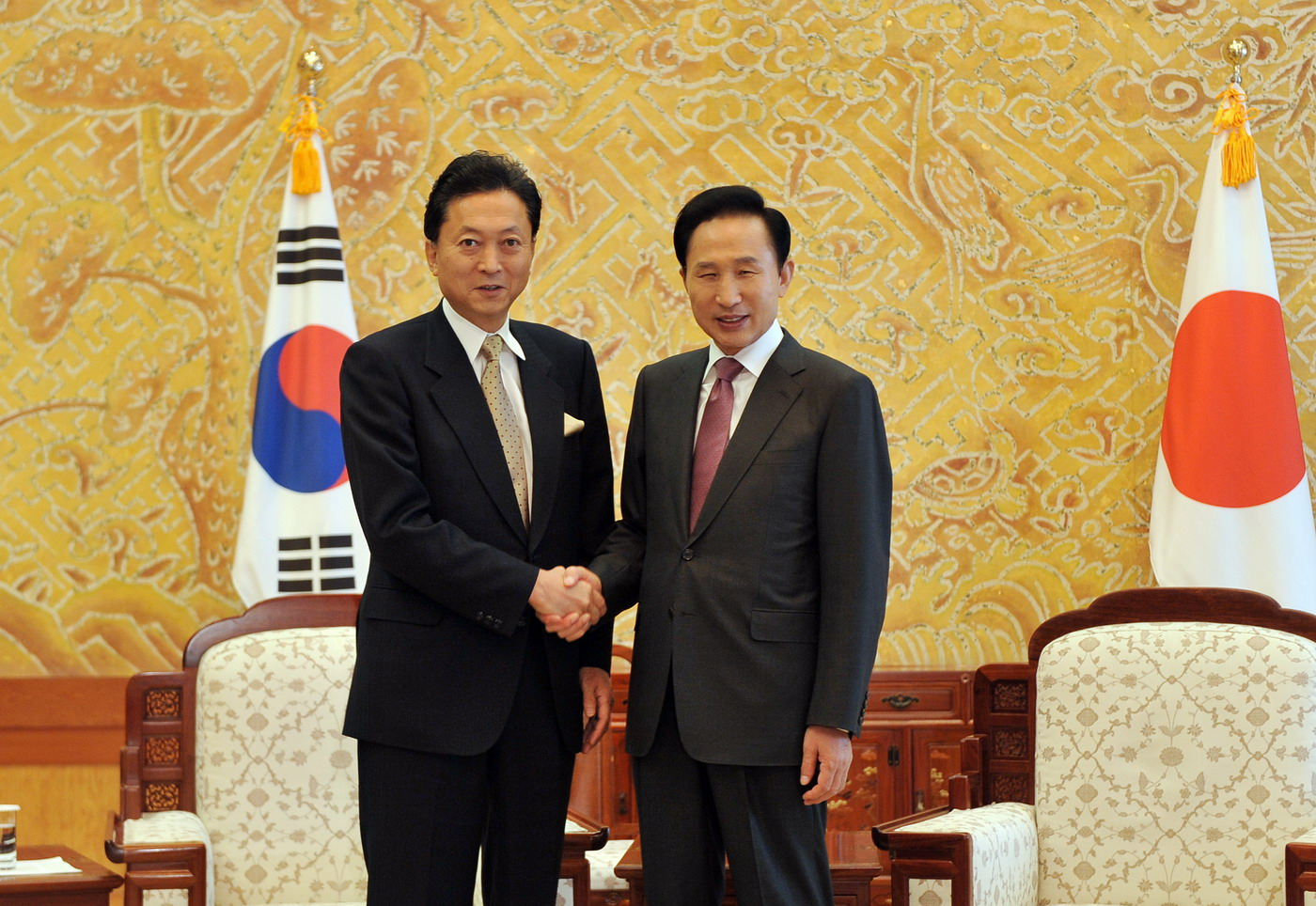
2009年10月9日鳩山在青瓦台与韩国总统李明博会面

在2015年8月鳩山於韓國首爾的西大門刑務所訪問之後，對著紀念南韓抗日人士的紀念碑前獻花並下跪，雙手合十地磕頭，向朝鮮日治時期從事獨立運動遇害的民主鬥士獻花致意。事後鳩山對媒體說：「身為日本的前首相、身為日本人、或身為一個人，我來到這裡」。他還說：「我聽說，日本殖民統治貴國的時代，將獨立人士關在這裡、予以嚴刑拷問，剝奪他們的性命，我由衷地感到抱歉。」他後來又重申，由衷地感到很抱歉，想表達自己的歉意。並針對日本首相安倍晉三日前在發表的戰後70周年安倍談話的內容表示，「必須將（日本）對南韓的殖民統治，對中國的侵略等史實載入，當然也必須抱持著反省和道歉的心情」。

## 荣誉

### 外国勋章奖章
- 功绩大十字勋章（葡萄牙语：Ordem_do_Mérito）（葡萄牙，1993年12月2日公布[58]）

## 其他
- 2019年2月21日，在北海道南部發生震度6弱的地震以後，鳩山在twitter上發表「這是CCS（碳封存）造成的地震」的言論，後該條twitter被北海道警察認定為謠言[59]。
- 2019年8月14日，與家人在舊金山國際機場乘坐自動扶梯時，一名中國男子的旅行箱倒下砸中他的兒媳但未道歉。其後鳩山在twitter上發表該男子照片，並留下“中國發展很快，但是道德心也需要培養”的評論[60]。
- 在样板戏《红灯记》里面，反派宪兵队队长鸠山与其重名。2009年其当选首相后，恰好迎来中华国剧业余研究社成立60周年。日本为庆祝成立纪念演出，邀请中方剧团参演，可看到中方提供的压轴戏是《红灯记》，遂要求剧团演出的时候要改一改“鸠山”的名字。但最终商议还是保留剧本的原汁原味，仍然用“鸠山”出演了此剧。

## 外部連結
- 鳩山由紀夫官方網站 （页面存档备份，存于）
- 民主黨北海道支部
- 鳩山会館 （页面存档备份，存于）